# André Guttierez
André Guttierez est un footballeur puis entraîneur français, né le 9 juillet 1950 à Montbéliard (Doubs).
Il a évolué comme milieu offensif et fait la majeure partie de sa carrière dans le club de sa ville natale, le FC Sochaux-Montbéliard. Plus trop titulaire, il rejoint la 2e division en 1978, s'engagent le FC Rouen, un des prétendants à la montée. Si le club normand échoue, André Guttierez est un pilier de la formation (30 matchs). Il rejoint alors en 1979 l'ambitieux Toulouse FC, toujours en 2e division, qui ne parvient pas non plus à ses fins malgré un bon André Guttierez (27 matchs, 4 buts).
Il a été entraîneur du RC Agde (1980-1981) et de l'US Le Mans de 1981 à 1984.